# BCS賞
BCS賞（ビーシーエスしょう）は、一般社団法人日本建設業連合会が、日本国内の優秀な建築作品を表彰するものである。BCSは建築業協会の英語表記 "Building Contractors Society" の略称である。

## 概要

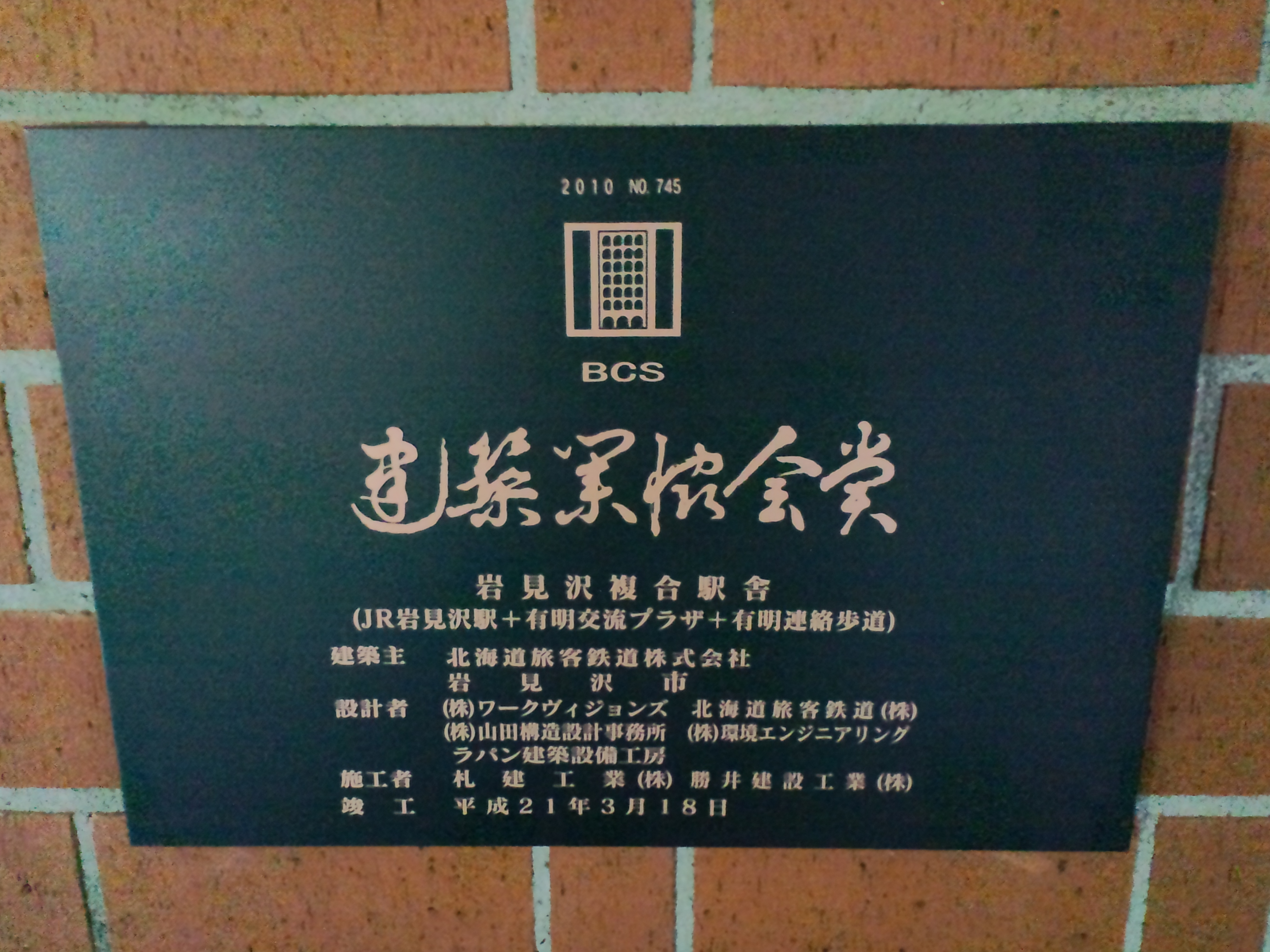
受賞記念プレート（岩見沢複合駅舎）

1960年（昭和35年）に、建築業協会の初代理事長であった竹中藤右衛門の発意により創設した。「優秀な建築物を造るためには、設計のみならず、建築主の理解や、施工者の施工技術も重要である」の理念に基づく。
日本国内に建築された建築物で、供用開始後1年を経過したものを選考対象に、学者、ゼネコンらからなる選考委員が受賞作品を選定する。毎年10から20件を選定し、2019年（令和元年）の第60回までの受賞作品は、総数958件、うち特別賞71件である。
建築に関わる国内外の表彰において、本表彰は以下の点で独自性を有する。
1. 選考対象：種類･規模にかかわらず国内において建築された建築物で供用開始後1年以上を経過した建物が応募できる。
2. 選考基準：建築の事業企画、計画・設計、施工、環境及び建築物の運用・維持管理等に関する総合評価を旨とする。
3. 表彰対象：建築主・設計者・施工者の3者を表彰する。これは、建築物が社会的価値のあるものとして作られ、長く使われ続けるには、都市形成や地域環境づくりに理解を示す建築主、設計者の豊かな創造力、高い技術の施工者、の総合力が必要であるという思想に基づく。賞牌（設計者と施工者に贈呈される）

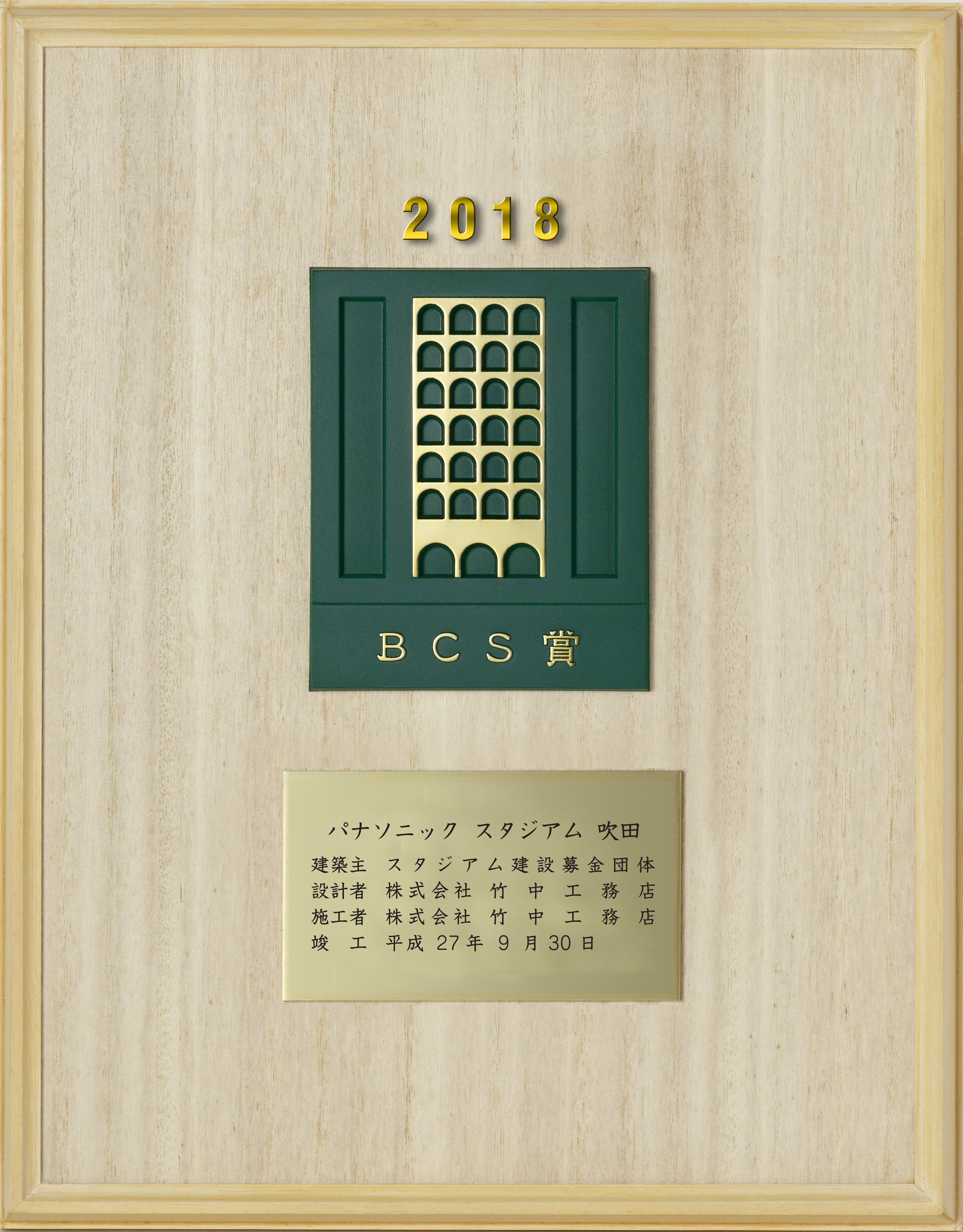
賞牌（設計者と施工者に贈呈される）

4. 特別賞：環境への配慮、革新技術の適用、建物修復など伝統技術の継承、都市再開発の推進など固有の課題に対する取り組みで、特に優れる建築物を特別賞として表彰している。第18回から第60回まで表彰、第61回以降は設けない。
5. 作品集：各回の受賞作品を紹介するため、和・英両文併記の「BCS賞作品集」を編纂し、日本の代表的建築物として広く紹介している。

受賞作品の建築主、設計者、施工者の3者に表彰状を贈る。建築主はブロンズプレートの表彰パネル、設計者・施工者は賞牌をそれぞれ贈り、受賞した建物は多くがプレートを取り付けている。
2011年（平成23年）4月1日に建築業協会が日本建設業団体連合会、日本土木工業協会と合併して日本建設業連合会が発足したが、表彰の名称と活動を引き継いでいる。2019年（令和元年）10月に日本建設業連合会は新たな表彰制度「日建連表彰」を創設した。土木分野の「土木賞」と建築分野の「BCS賞」を設け、第61回BCS賞から表彰式は「土木賞」と合同で催す。

## 主な受賞建築物一覧
※順不同。建築物の名称は受賞当時のもの。
行政機関・司法
- 香川県庁舎
- 北海道庁舎
- 徳島県庁舎
- 岐阜県庁舎
- 東京都庁舎
- 沖縄県庁舎
- 茨城県庁舎
- 岡山市庁舎
- 仙台市庁舎
- 横浜市庁舎
- 大阪市庁舎
- 前橋市庁舎
- 高崎市庁舎
- 高槻市庁舎
- 出雲市庁舎
- 神戸税関本関
- 豊島区役所
- 最高裁判所庁舎

博物館・美術館
- 国立歴史民俗博物館
- MOA美術館
- 長崎原爆資料館
- 国立新美術館
- 富山県立近代美術館
- 高志の国文学館
- 金沢21世紀美術館
- 東京都現代美術館
- 岡山市立オリエント美術館
- 新潟市美術館
- 栗田美術館
- 萩博物館

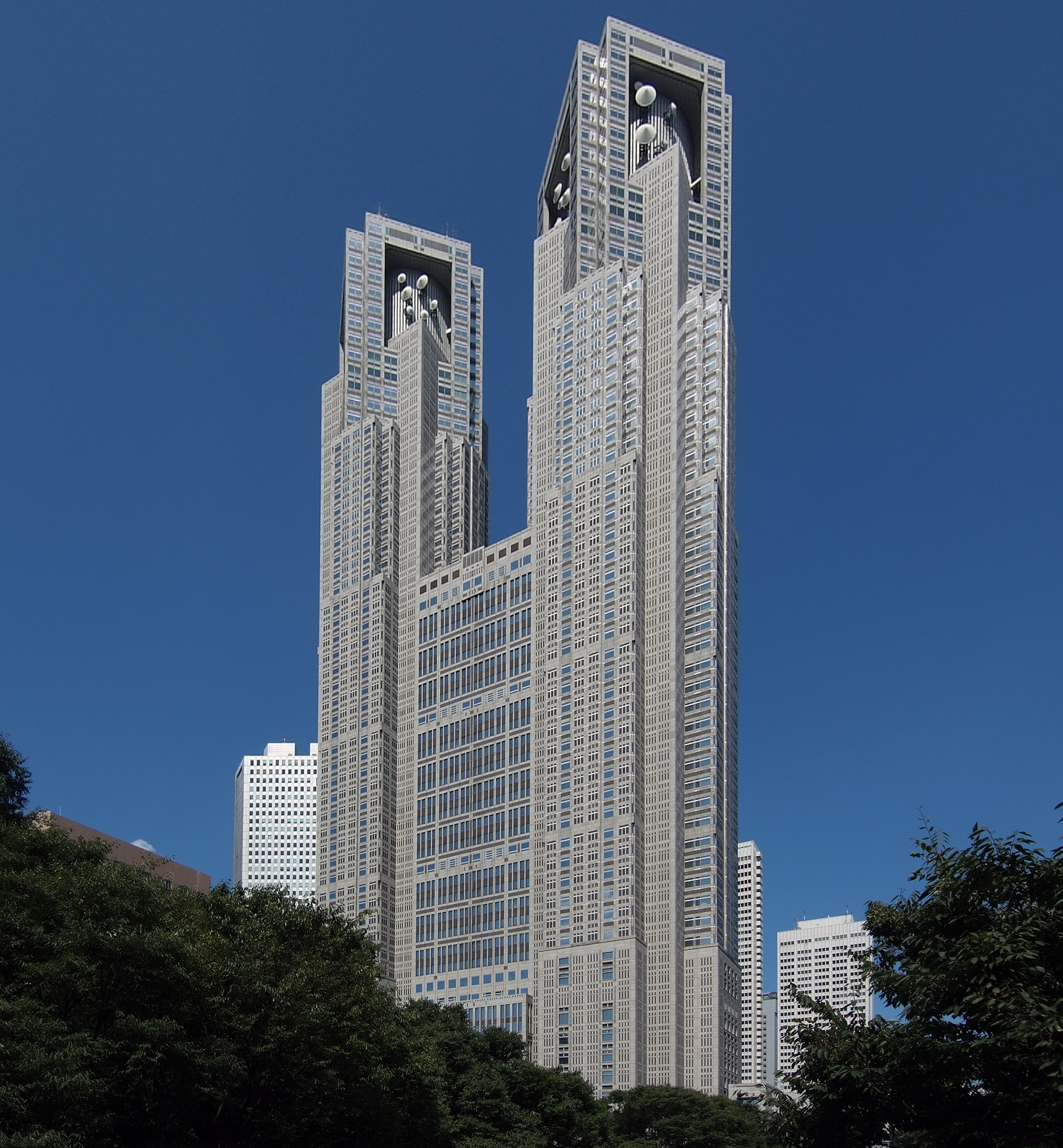
東京都庁舎

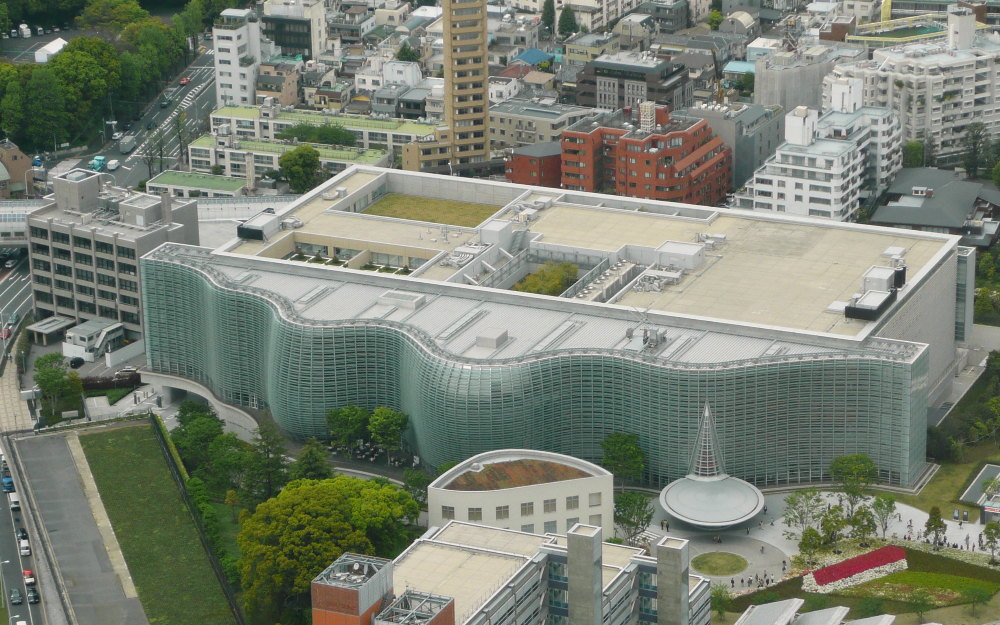
国立新美術館

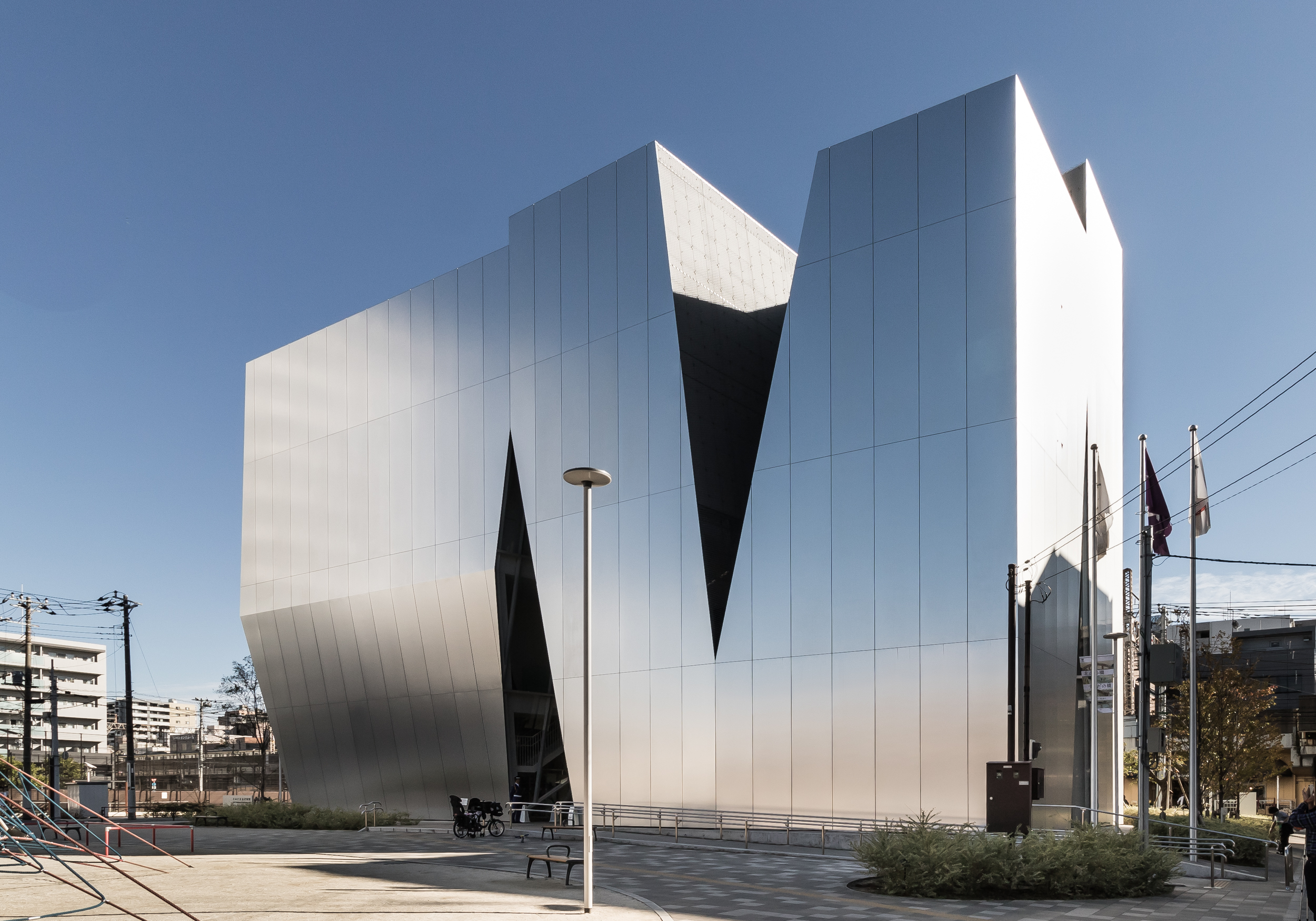
すみだ北斎美術館

- 島根県芸術文化センター グラントワ（美術館の他に劇場兼ねる）
- 兵庫県立美術館
- すみだ北斎美術館
- TOYAMAキラリ
- ホキ美術館
- 川村記念美術館
- 平等院ミュージアム鳳翔館

教育機関
- 京都大学 稲盛財団記念館
- 中央大学多摩校舎
- 東京大学 カブリ数物連携宇宙研究機構棟
- 東京大学伊藤国際学術研究センター
- 東京工業大学附属図書館
- 東京電機大学東京千住キャンパス
- 龍谷大学 深草キャンパス和顔館
- 洗足学園音楽大学
- Junko Fukutake Hall
- 吉備高原小学校
- 帝京大学小学校
- 代々木ゼミナール本部校代ゼミタワー

ホール・コンベンションセンター
- 国立劇場
- NHKホール
- 横浜アリーナ
- 幕張メッセ
- 国立京都国際会館
- 東京ビッグサイト
- インテックス大阪
- ザ・シンフォニーホール
- 兵庫県立芸術文化センター
- 軽井沢大賀ホール
- 穂の国とよはし芸術劇場PLAT
- 津山文化センター
- 玉野市立総合文化センター
- 和歌山市民会館

スポーツ施設
- 国立競技場
- 横浜国際総合競技場
- 国技館（両国国技館）
- 札幌ドーム
- 東京ドーム
- 福岡ドーム
- 阪神競馬場、東京競馬場スタンド
- 横浜スタジアム
- 有明体操競技場（現：有明GYM-EX）
- 山口きらら博記念公園多目的ドーム
- 市立吹田サッカースタジアム
- 新豊洲Brilliaランニングスタジアム

商業・業務施設
- 池袋サンシャインシティ
- 宇部興産ビル
- 梅田スカイビル
- 霞が関ビルディング
- KDDビル
- 新宿センタービル
- JRセントラルタワーズ
- 新宿NSビル
- 新丸の内ビルディング
- 中京郵便局
- ツイン21
- 霞が関コモンゲート
- 東京ミッドタウン
- 大手町タワー
- 丸の内パークビルディング
- 東京スクエアガーデン
- 赤坂サカス
- 丸の内永楽ビルディング
- 虎ノ門ヒルズ
- 歌舞伎座タワー
- 日本橋室町東地区開発
- 日本橋東海ビル
- 羽田クロノゲート
- ナディアパーク
- 富士銀行本店
- 埼玉りそな銀行本部ビル
- 百十四銀行本店ビル
- 横浜ランドマークタワー
- 京都駅ビル
- おはらい町・おかげ横丁
- グランフロント大阪
- 天満屋岡山店
- 福武書店本社ビル（現ベネッセ本社ビル)

宿泊施設・病院・住宅
- 京王プラザホテル
- ホテルパシフィック東京
- 大津プリンスホテル
- 大阪ロイヤルホテル
- ホテルイタリア軒
- 赤坂プリンスホテル
- 神戸メリケンパークオリエンタルホテル

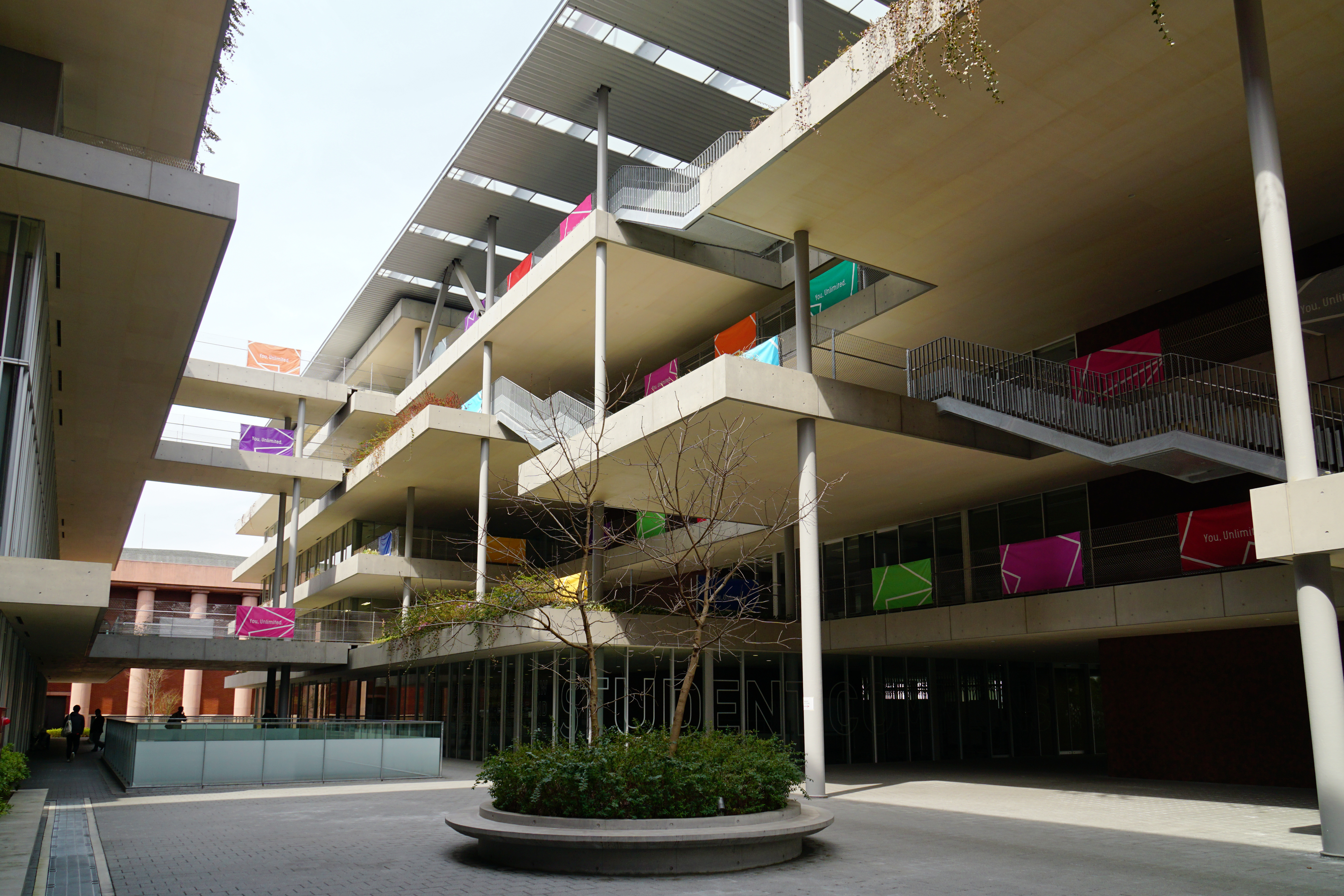
龍谷大学 深草キャンパス和顔館

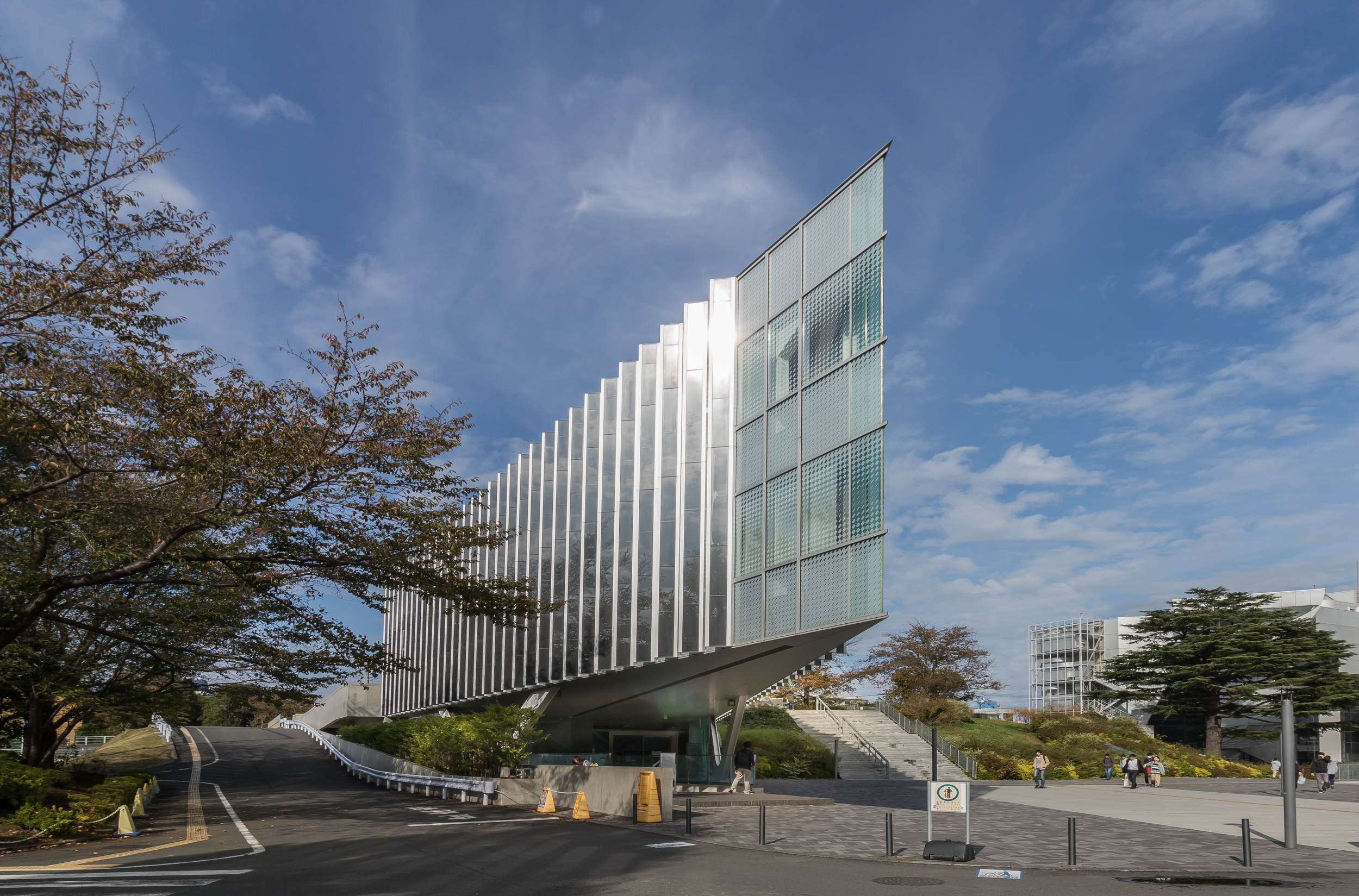
東京工業大学附属図書館

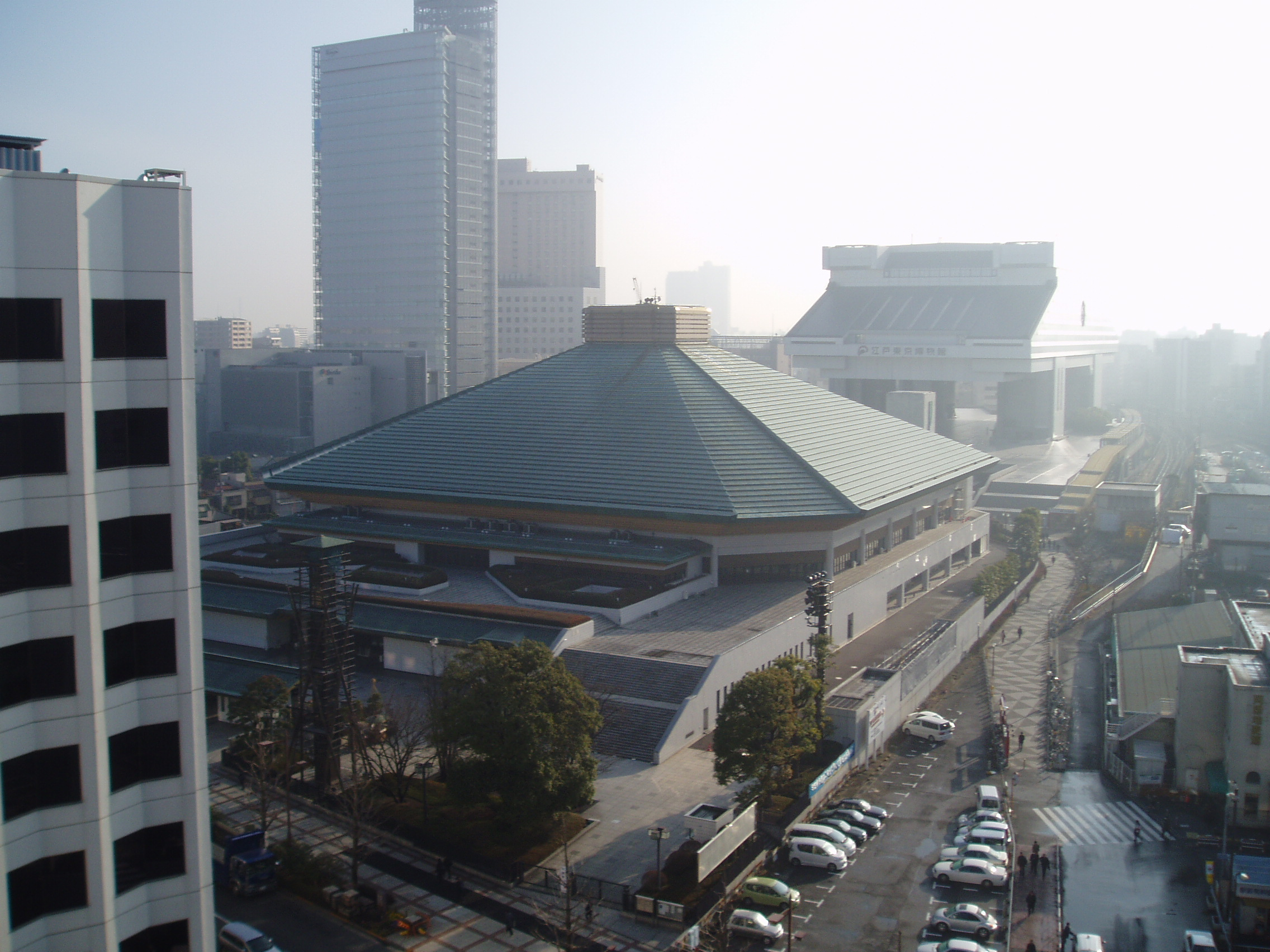
両国国技館

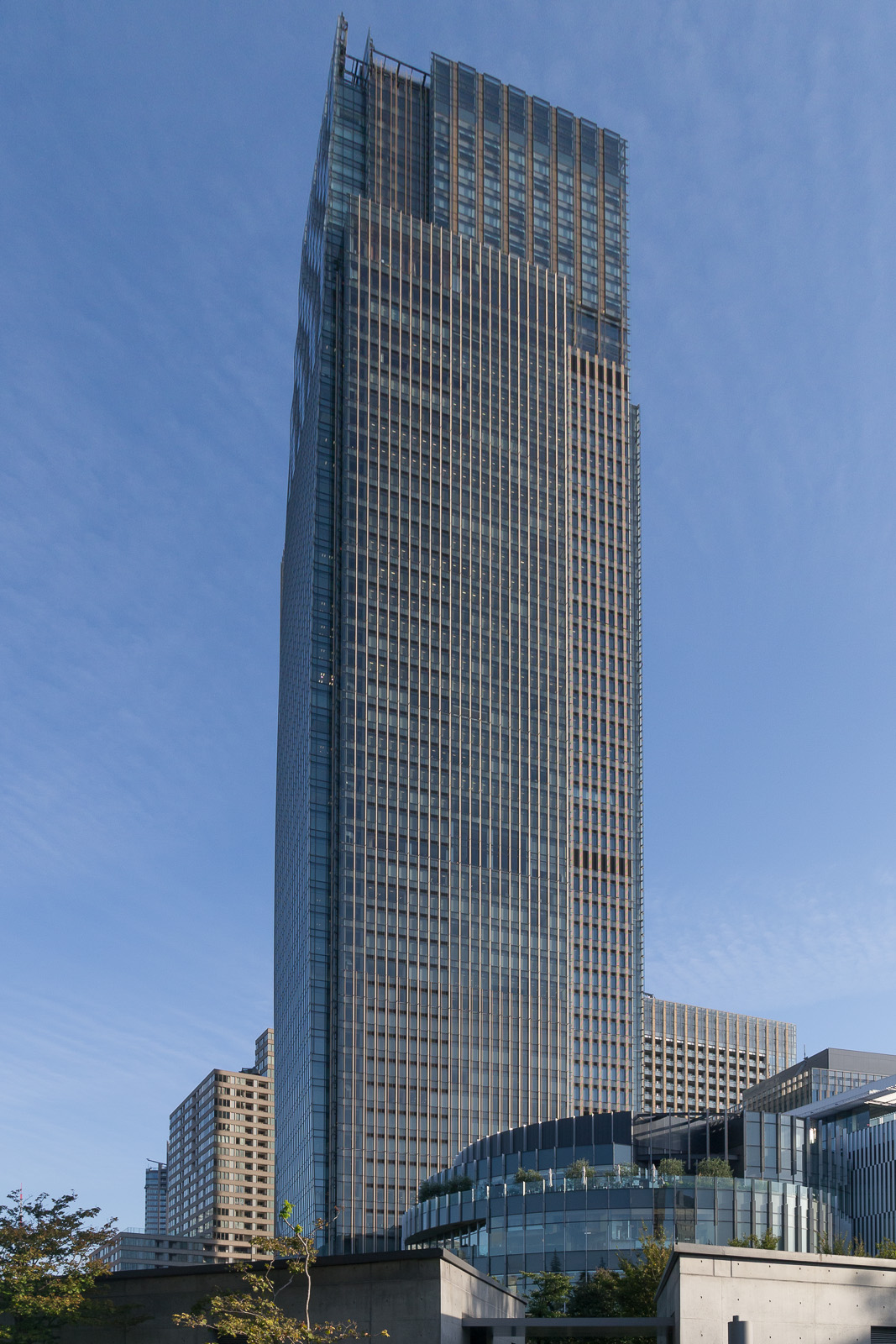
東京ミッドタウン

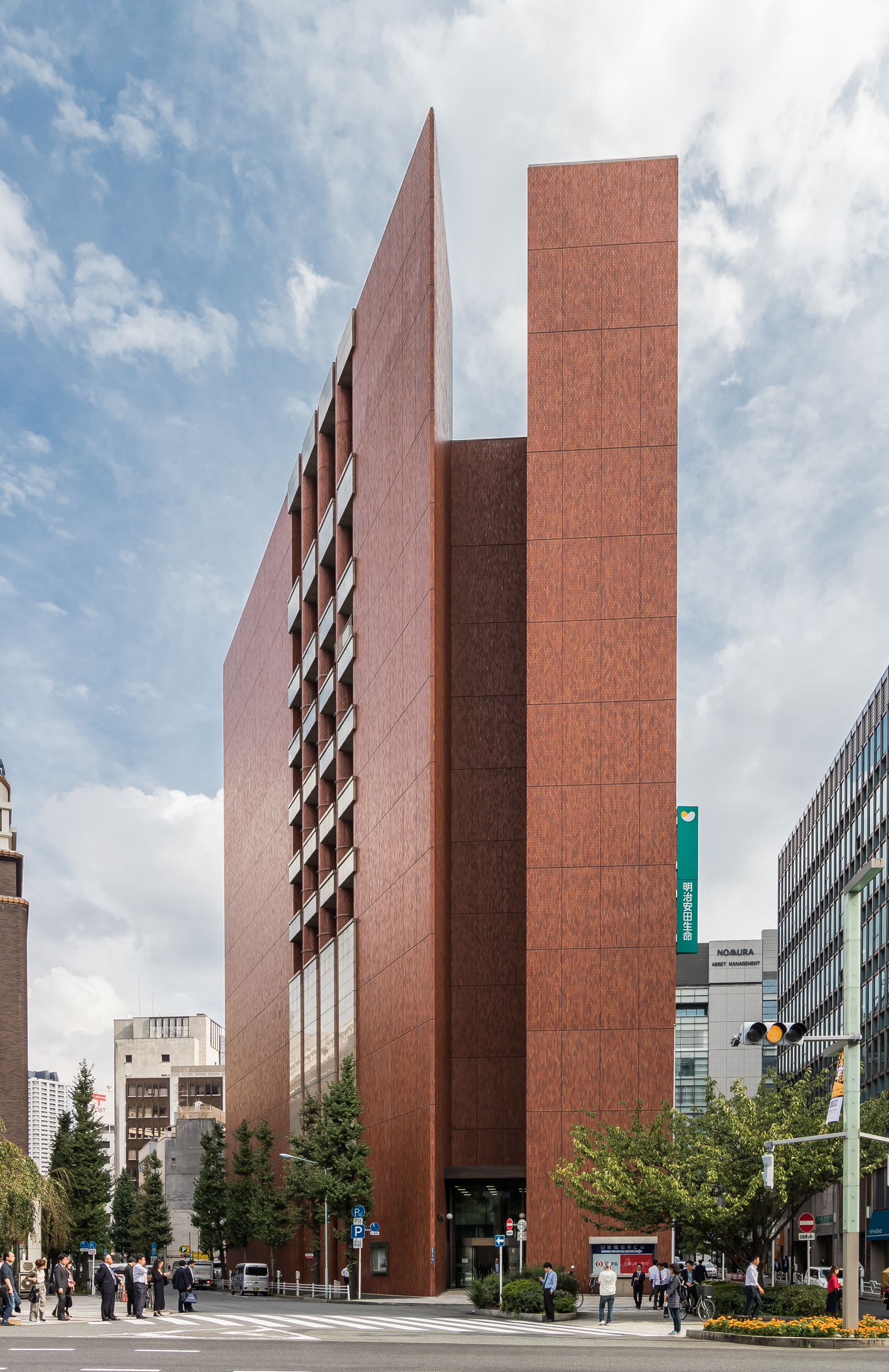
日本橋東海ビル（日本橋御幸ビル）

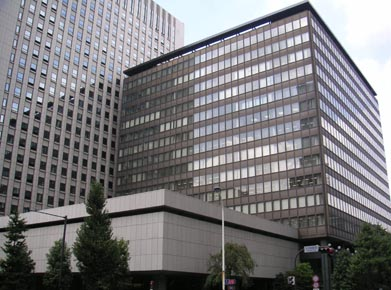
富士銀行本店

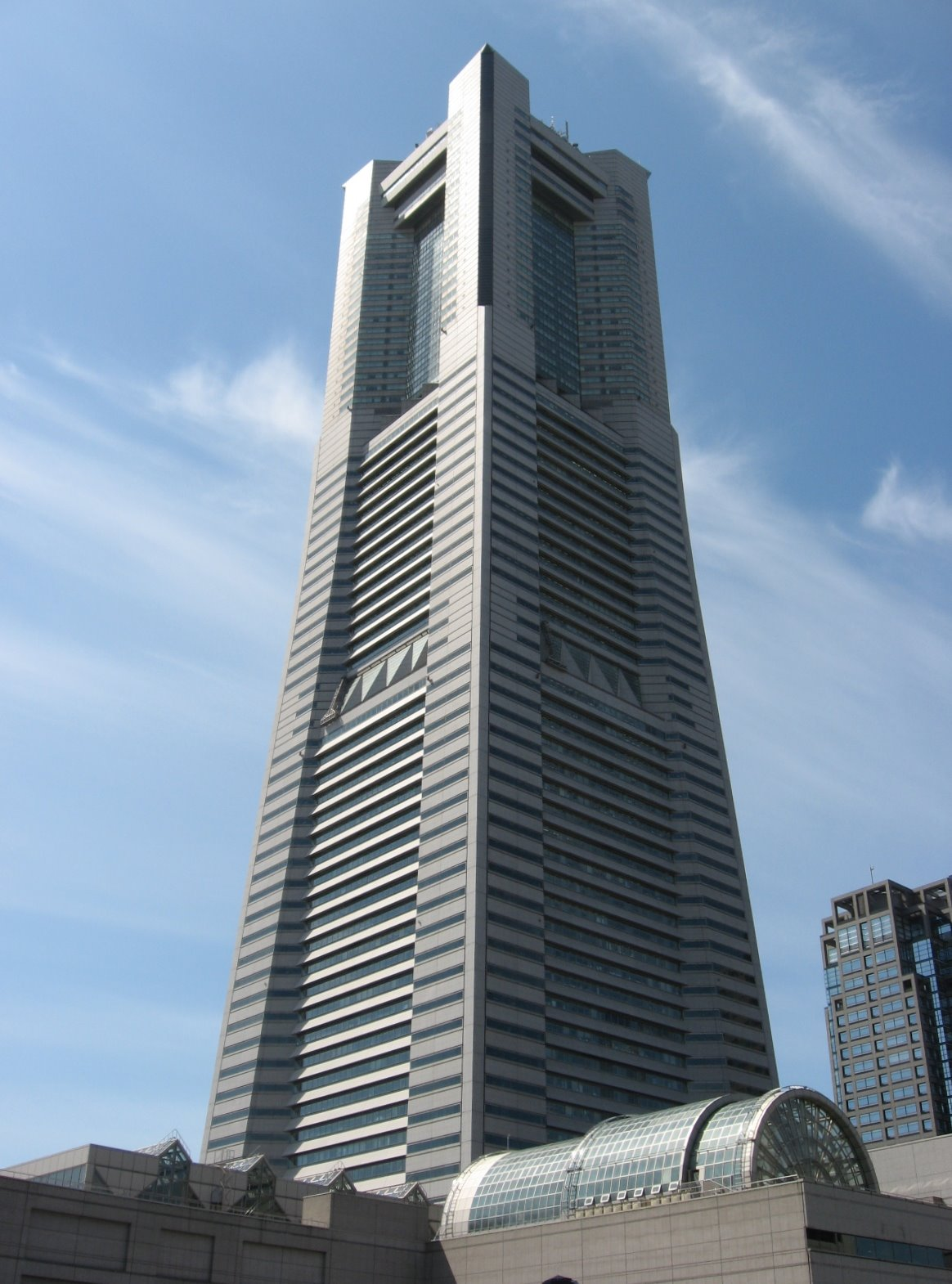
横浜ランドマークタワー

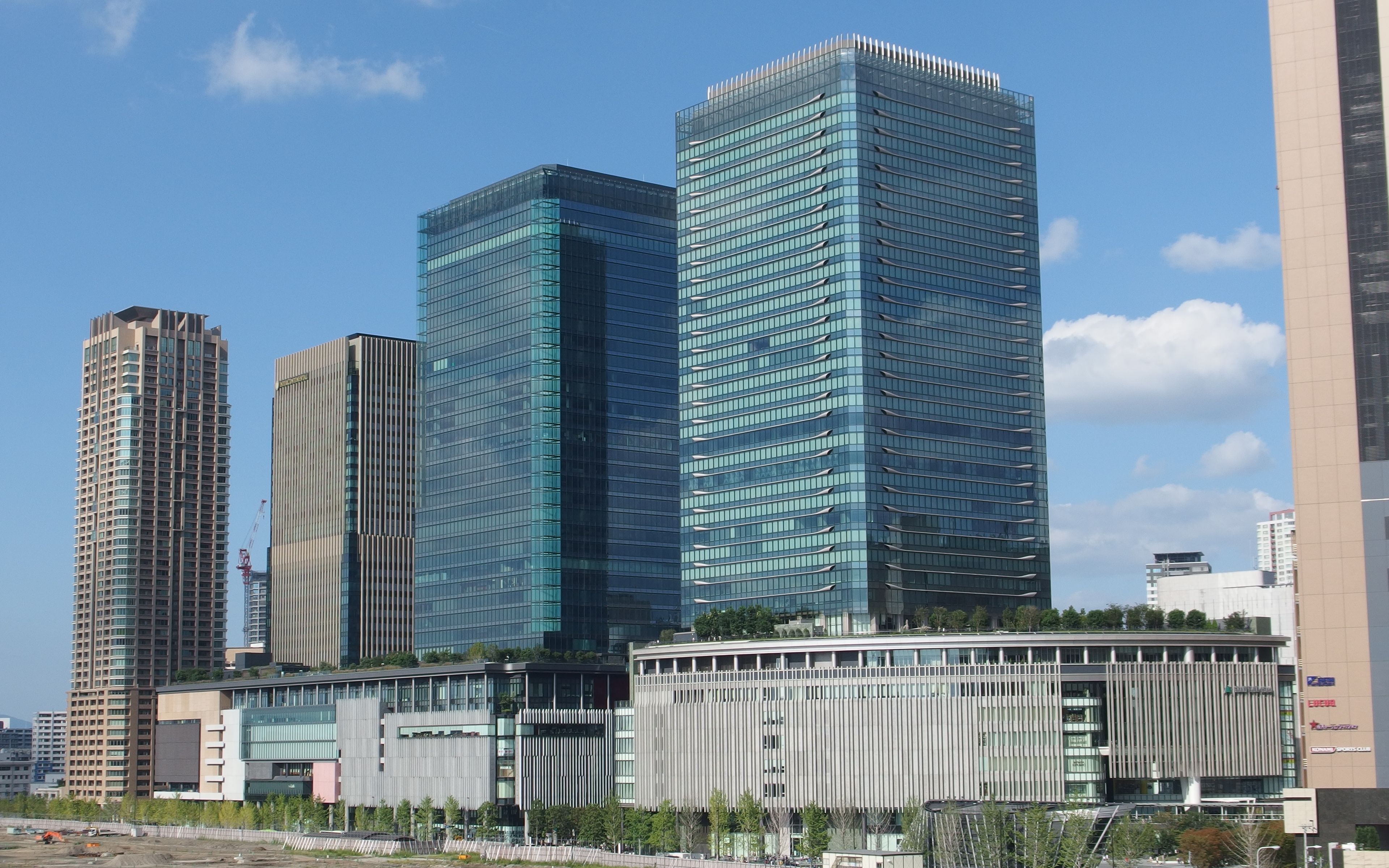
グランフロント大阪

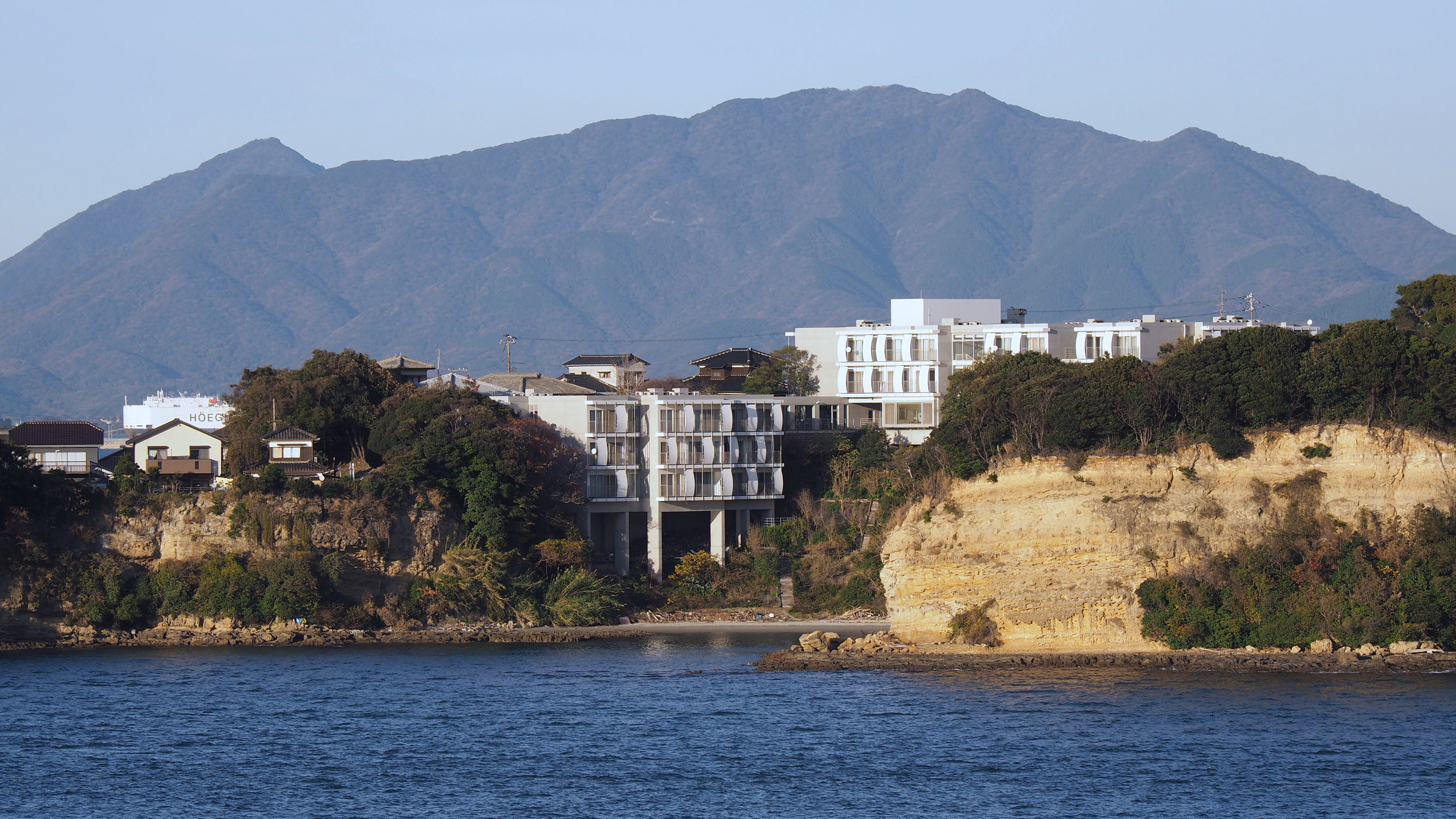
フロイデ彦島(山口県下関市)

- 神戸市立中央市民病院（現神戸マリナーズ厚生会病院）
- ザ･ひらまつ 京都
- フロイデ彦島

電波塔・マスコミ
- 日本電波塔
- 東京スカイツリー

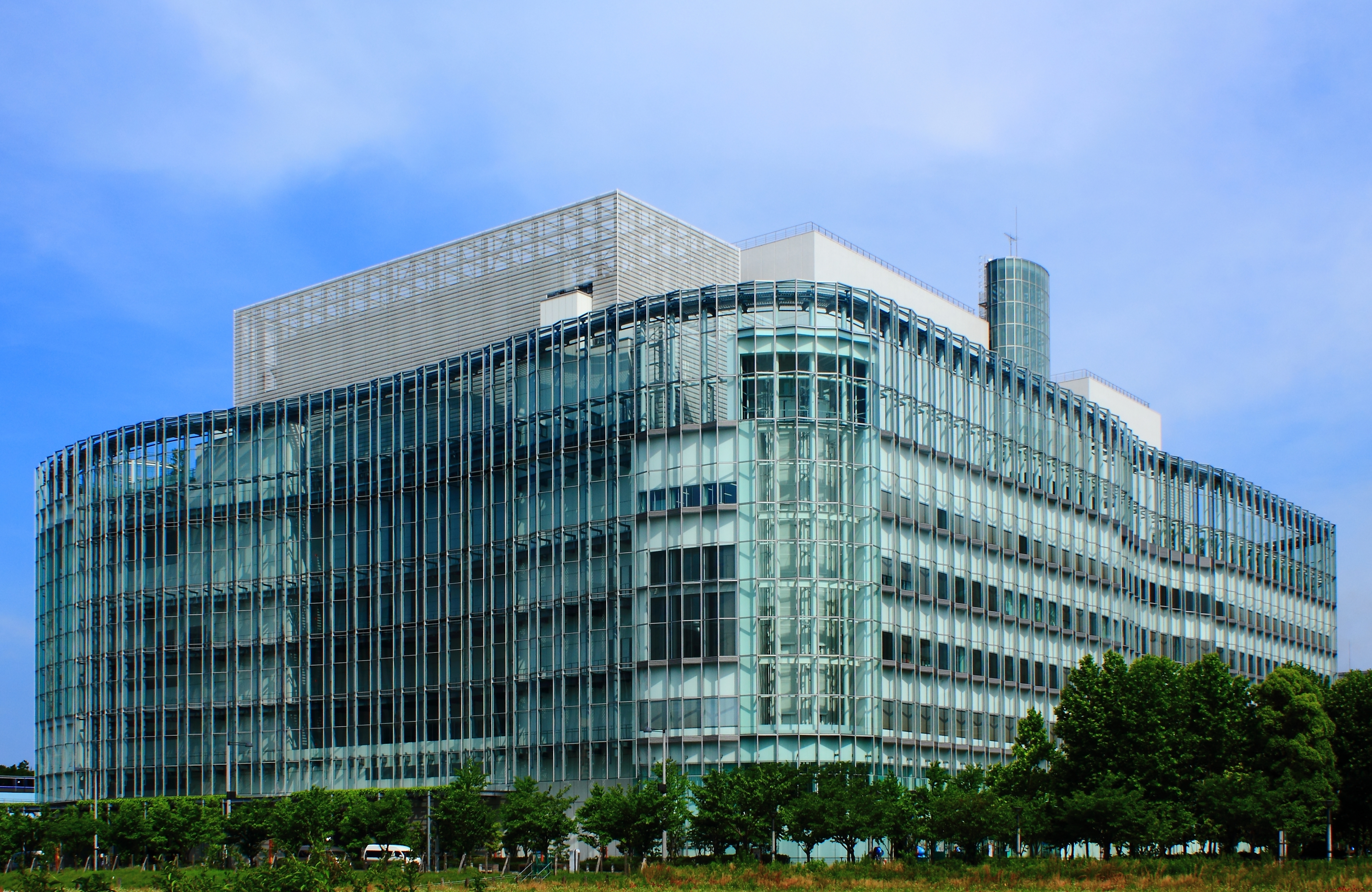
フジテレビ湾岸スタジオ

- 朝日放送旧本社・大阪タワー（いずれも現存せず）
- NHK放送センター
- HBC会館 （2020年9月21日からラジオが、10月12日が新社屋での運用を始めたため、解体[2]）

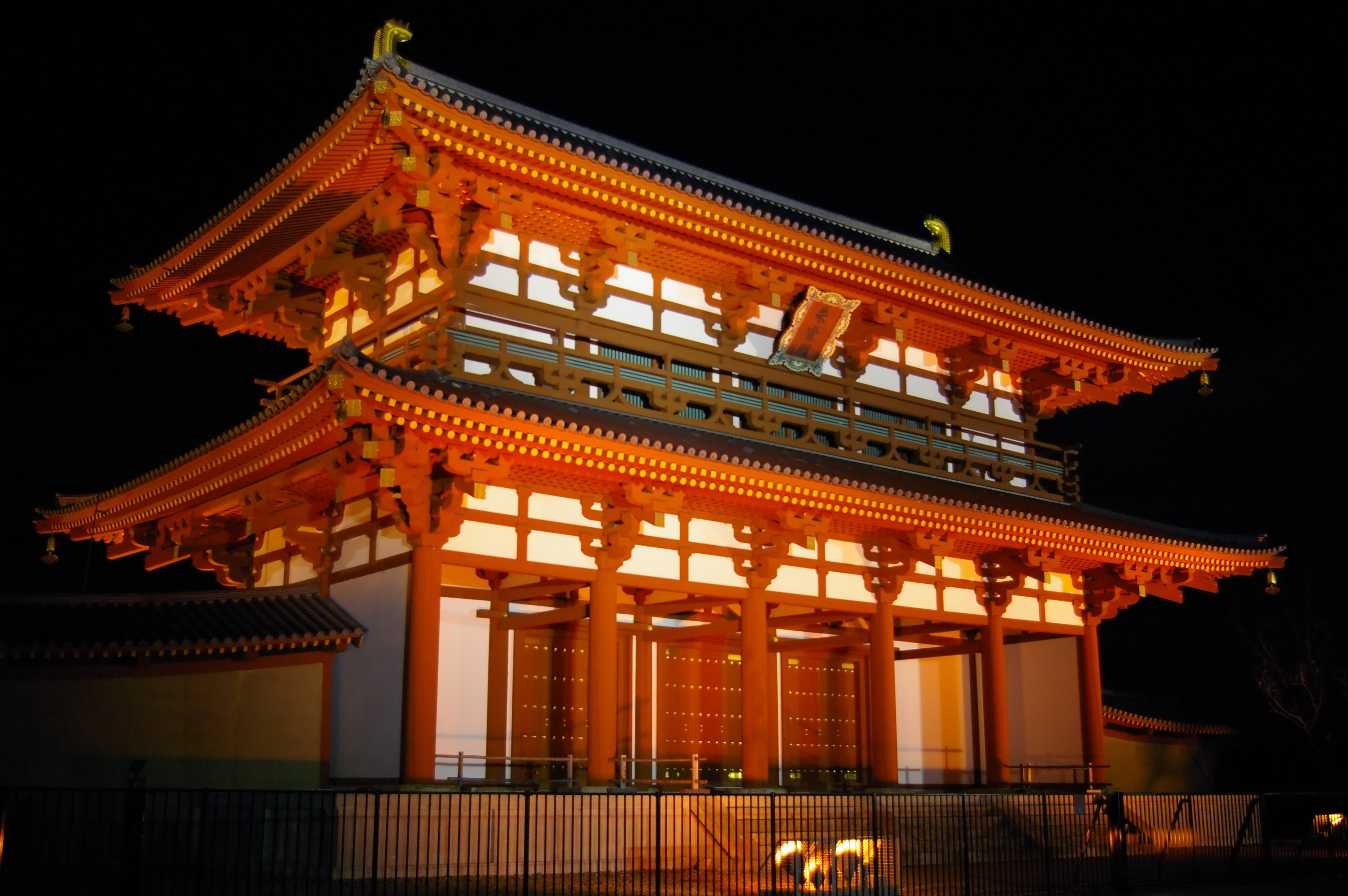
平城京朱雀門

- 讀賣テレビ放送新社屋
- 日本テレビタワー
- テレビ東京天王洲スタジオ
- フジテレビ湾岸スタジオ
- 読売新聞大阪本社
- 日本経済新聞社大阪本社
- 山陽新聞社 新本社ビル

その他
- 名古屋城天守閣
- 関西国際空港旅客ターミナルビル
- 桂離宮御殿
- 平城京朱雀門
- シーガイア
- 淡路夢舞台
- 岩見沢複合駅舎
- 日向市駅
- 延岡駅
- 風の丘葬斎場
- 神戸ポートタワー
- 瞑想の森　市営斎場
- 犬島アートプロジェクト「精錬所」
- 熊本城特別見学通路